# Milicias de la Cultura
Las Milicias de la Cultura fue un cuerpo de maestros e instructores, docentes todos ellos, creado durante la Guerra Civil Española por el gobierno de la República al objeto de facilitar la enseñanza básica y media a la tropa en combate, así como formación complementaria a los mandos, y que tuvo su origen al inicio de la guerra en el proyecto formativo en los frentes de la Federación de Trabajadores de la Enseñanza (FETE), y contó con los cinco años de experiencia rural de las Misiones Pedagógicas.

## Historia
Durante las primeras semanas tras el golpe de Estado del 17 y 18 de julio de 1936 que dio inicio a la Guerra Civil, se conformaron en la zona bajo control de la República, batallones de milicianos voluntarios creados al amparo de organizaciones políticas, juveniles y sindicales con la finalidad de hacer frente a los sublevados en armas. 

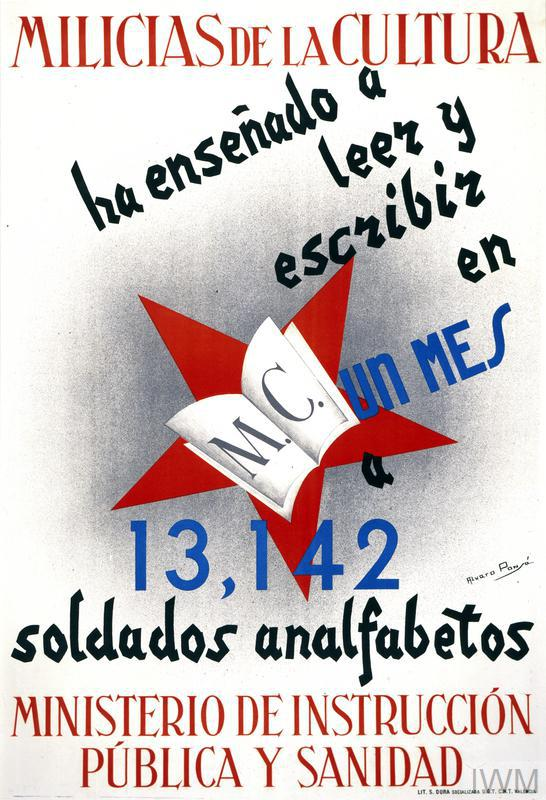
Cartel de las Milicias de la Cultura

Los maestros se incorporaron, como otros colectivos de trabajadores, a las unidades de milicianos recién creadas. En noviembre de 1936, la Federación de Trabajadores de la Enseñanza (FETE) de la Unión General de Trabajadores (UGT) creó una unidad de combate para la defensa de Madrid, el Batallón Félix Bárzana, formado por unos tres mil afiliados al sindicato, encuadrado en el Quinto Regimiento. En el resto de la España bajo control republicano, los docentes participaron en las milicias populares creadas ad hoc.
Una vez superada la primera fase del inicio de la guerra y en el marco de sostener un ejército organizado y eficaz, FETE-UGT se planteó la necesidad de ofrecer una educación elemental a los miles de hombres y mujeres encuadrados en las distintas unidades. El arquitecto Manuel Sánchez Arcas, entonces responsable de la Acción Social del Quinto Regimiento, se interesó por el proyecto, creándose en su seno «Cultura del Miliciano», una unidad formada por maestros dependiente de FETE-UGT y el regimiento que fijó su sede central en el Paseo de Recoletos de Madrid, y que atendía la formación básica de los soldados y/o milicianos a petición de los distintos batallones. En los dos meses siguientes, Cultura del Miliciano estuvo presente de forma estable en seis batallones (Canarias, Dimitrov, Aida Lafuente, Pedro Rubio, Pablo Iglesias y Frente Rojo), varias brigadas, distintas secciones del Quinto Regimiento, así como en la comandancia de Sanidad y el hospital de las Brigadas Internacionales.
La positiva experiencia se trasladó al gobierno republicano. El entonces ministro de Instrucción Pública, Jesús Hernández, se mostró partidario de convertir la experiencia en un proyecto de Estado. Una guerra que ya se preveía larga, requeriría la necesaria formación de sus soldados y combatientes, muchos de ellos procedentes del medio rural que jamás habían podido disfrutar del acceso a la educación. En la guerra, en el contexto de la República Española y sus ideales, también la educación era un pilar fundamental del frente de batalla y tratar de erradicar el analfabetismo fue uno de los objetivos. Así, el 2 de febrero de 1937, por acuerdo del Consejo de Ministros del 30 de enero, se crearon las Milicias de la Cultura, una entidad pública formada por maestros e instructores, empotrada en las unidades de combate y dependiente del ministerio de Instrucción Pública y Bellas Artes en el ejercicio de sus funciones, y de los mandos de las unidades en cuestiones militares, cuya misión, tal como señaló el decreto de su creación era:

Dar enseñanza de tipo elemental a combatientes necesitados de ella en la medida en que lo consientan las necesidades de la guerra y en los lugares adecuados para este servicio aprovechando los momentos de descanso de la tropa.

El modelo orgánico de la entidad, que terminó de desarrollarse en decretos posteriores a lo largo de la guerra, fue sencillo. Por un lado, la estructura se basaba en dos servicios de inspección (general y del frente) y milicianos de la Cultura a tres niveles: cuerpo de ejército, división y batallón. Había una sección central administrativa y contable. Respecto a las actividades de enseñanza que desarrollaban, el plan tenía tres niveles: elemental (lectura, escritura y operaciones aritméticas sencillas); cultura mínima (profundización de la aritmética, geometría, caligrafía, ortografía, gramática, ciencias naturales, geografía e historia) y cultura media (taquigrafía, contabilidad, francés y dibujo). También, y a requerimiento de los mandos centrales del ejército, las Milicias de la Cultura se ocuparon de la formación de mandos en cursillos intensivos de quince días o un mes, a fin de completar la escasa formación de muchos oficiales y suboficiales y donde se daban, además, clases de táctica y técnica militar, a cargo de profesionales del ejército.
Los instrumentos de enseñanza fueron una cartilla escolar y otra aritmética, impresas por el ministerio de Instrucción Pública y que se repartían para el aprendizaje del nivel elemental, escuelas específicas para atender a los soldados analfabetos, los hogares del soldado, donde se impartían las clases, se proyectaban películas y se representaban obras de teatro, y las bibliotecas de las unidades que agrupaban el material didáctico usado para los niveles mínimo y medio, así como libros de lectura. Para los maestros, se creó un centro de orientación educativa permanente en Madrid. Pero los recursos usados en el aprendizaje abarcaron también la revista «Armas y Letras», órgano oficial de las Milicias de la Cultura que se empezó a editar en agosto de 1937, «El Magisterio Español», revista de educación, y las propias publicaciones de FETE-UGT.
Hasta mediados de 1938, la actividad de Milicianos de la Cultura fue muy estable. La progresiva pérdida de territorios bajo control de la República, el alto número de bajas en el frente, también de maestros, y la desmoralización de los propios soldados ante una guerra que se advertía perdida, dificultaron el trabajo en los últimos meses.

## Balance
Los últimos datos de que se tiene constancia reflejan la actividad del primer año y medio. El número de maestros activos en las Milicias de la Cultura llegó a superar los 2.000 (sin contar personal auxiliar), se crearon 2.047 escuelas elementales, 117 hogares del soldado y 809 bibliotecas. Un total de más de 75 000 soldados y milicianos aprendieron a leer y a escribir, se impartieron más de medio millón de clases colectivas y se superaron las 390 000 individuales.